# Ayin e Yesh
Ayin (אַיִן, que significa "nada", relacionado a Ein - "sem") é um conceito importante na Cabala e Filosofia hassídica. É contrastado com o termo Yesh("algo / existe / ser / é"). De acordo com os ensinamentos cabalísticos, antes que o universo fosse criado, havia apenas Ayin, e o primeiro manifesto Sefirá (emanação divina), Hokmá (Sabedoria), "vem a ser de Ayin." Neste contexto, a sefirá Kether, a vontade Divina, é o intermediário entre o Divino Infinito (Ein Sof) e Hokmá. Como Keter é uma revelação suprema da Ohr Ein Sof (Luz Sem Fim ou Luz Infinita), transcendendo o manifesto sefirot, às vezes é excluído deles.
Ayin está intimamente associado com o Ein Sof (Hebrew אין סוף, que significa "sem fim", "infinito"), que é entendido como uma Deidade que significa "sem fim", "infinito"), que é entendido como a Deidade anterior à Sua auto-manifestação na criação dos reinos espiritual e físico, único Infinito. unidade além de qualquer descrição ou limitação. Da perspectiva dos reinos criados emanados, a Criação ocorre "Yesh me-Ayin"("Algo do Nada"). Da perspectiva Divina, a Criação ocorre "Ayin-me-Yesh" ("Nada da Algo"), como só Deus tem existência absoluta; A criação depende do fluxo contínuo da força vital divina, sem a qual ela voltaria ao nada. Desde o século XIII, Ayin tem sido uma das palavras mais importantes usadas em textos cabalísticos. O simbolismo associado à palavra Ayin foi muito enfatizado por Moses de León (c. 1250 – 1305), um rabbi Espanhol e cabalista, através do Zohar, a obra fundamental da Cabala. No Hassidismo, Ayin relaciona-se com a experiência psicológica interna de Devekut ("adesão" a Deus em meio à fisicalidade), e a percepção contemplativa do paradoxal Yesh-Ayin do Panenteísmo Divino, "Não há lugar vazio por causa dEle".

## História deAyin-Yesh

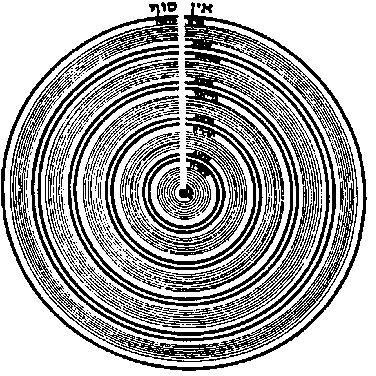
Cabala, o quarto nível de Pardes Exegese judaica, relacionada com a Sefirá Hokmá-Sabedoria, enfoca as emanações supernas esotéricas, definindo-as através de antropomorfismos e metáforas. A criação é vista como Yesh me-Ayin de "abaixo" e Ayin me-Yesh de "acima"

Em seu trabalho na Língua árabe Emunoth ve-Deoth  ("Crenças e Opiniões"), Saadia Gaon, um proeminente rabbi do século IX e o primeiro grande Filósofo judeu, argumenta que "o mundo veio à existência do nada". Esta tese foi primeiramente traduzida para o hebraico como "yesh me-ayin", significando "algo do nada", no século XI.
Os filósofos judeus do século IX e X adotaram o conceito de "yesh-me-Ayin", contradizendo os filósofos gregos e sua visão Aristotélica de que o mundo foi criado a partir da matéria primordial que é/era eterna.
Tanto Maimônides e os autores dos séculos anteriores relacionados com o trabalho cabalista Sefer Yetzirah "aceitaram a formulação da Criação, "yesh me-Ayin." Mishná VI; capítulo II, deste último inclui-se a sentença: "Ele fez seu ayin, yesh". Essa declaração, como a maioria dos textos religiosos judaicos, pode ser interpretada de diferentes maneiras por exemplo: "Ele fez aquilo que não era em aquilo que é", ou "Ele transformou Seu nada em algo." Joseph ben Shalom Ashkenazi,que escreveu um comentário sobre o Sefer Yetzirá no século XIV, e Azriel of Gerona, Azriel ben Menahem, um dos mais importantes cabalistas catalão cidade de Girona (norte de Barcelona) durante o século 13, interpretou a Mishná "Ele fez seu Ayin, Yesh" como "criação de "yesh me-Ayin."
Maimônides e outros filósofos judeus discutiram uma doutrina de "teologia negativa", que diz que não há palavras para descrever o que Deus é, e só podemos descrever o que "Deus não é". A Cabala aceitou isto em relação ao Ayin, tornando-se um dos conceitos filosóficos subjacentes à sua significância. No entanto, a Cabala envolve-se com a proposição diferente e mais radical de que Deus se torna conhecido através de Suas emanações Sefirot, Reinos espirituais Emanador ("Ma'ohr") e emanações ("Ohr") compreendendo os dois aspectos da Divindade.
Para os cabalistas, Ayin tornou-se a palavra que descreve o estágio mais antigo da criação e, portanto, um tanto paradoxal, já que não era completamente compatível com a criação do nada. Ayin tornou-se para os cabalistas um símbolo de  "existência suprema" e "o segredo místico do ser e do não-ser, se fundiram no símbolo profundo e poderoso Ayin. Há também uma relação paradoxal entre o significado de Ayin-Yesh do ponto de vista cabalístico. Rachel Elior, professora de filosofia e misticismo judaico na Universidade Hebraica de Jerusalém, escreve que para os cabalistas Ayin (nada) "se veste" em Yesh (tudo o que existe) como "A Torá oculta se veste na Torá revelada".

## Cabalistas em Ayin-Yesh
David ben Abraham ha-Laban,um cabalista do século XIV, diz:
O nada (ayin) é mais existente que todo o ser do mundo. Mas desde que é simples, e todas as coisas simples são complexas em comparação com a sua simplicidade, é chamado ayin.

Z'ev ben Shimon Halevi disse:
AYIN significa não-coisa. AYIN está além da Existência, separado de qualquer coisa. AYIN é Absoluto Nada. AYIN não está acima ou abaixo. Nem o AYIN está parado ou em movimento. Não há nenhum lugar onde AYIN é, pois AYIN não é. AYIN é silencioso, mas também não é silêncio. Nem é AYIN um vazio - e ainda assim, do zero da não-coisa de AYIN vem o de EIN SOF

## Ayin-Yeshno Hassídismo

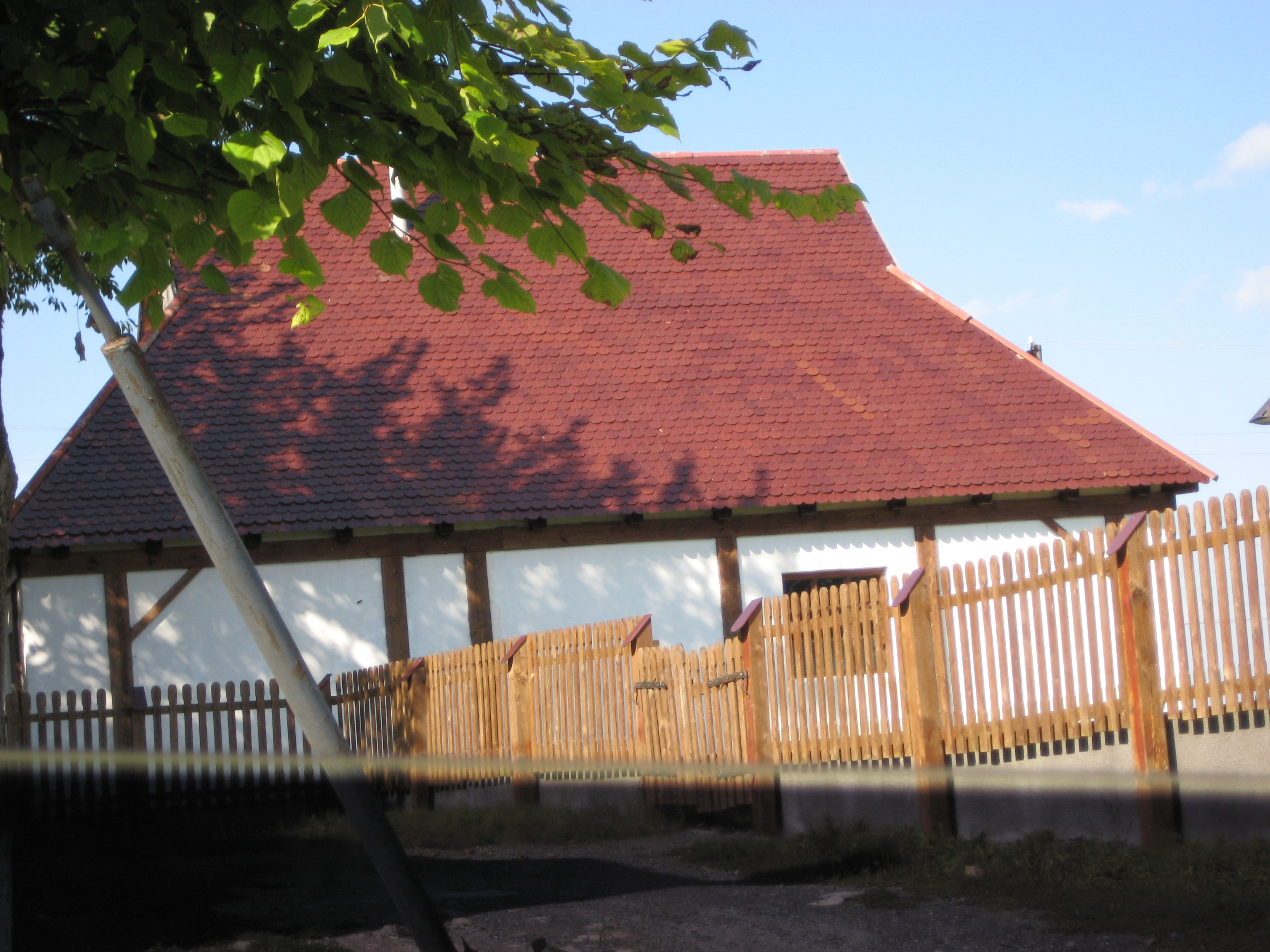
O Hassidismo relacionou a Cabala transcendente esotérica à percepção interna da alma, fazendo com que a devoção e a imanência Divina desse mundo material fossem seus valores centrais. Diferentes caminhos exploraram diferentes aspectos do Yesh-Ayin, do paradoxo contemplativo no Habad, fé existencial na Breslav, e incorporação pública na doutrina carismática hassídica "Prática" da liderança Tzadik.

O mestre Hassídico Dov Ber of Mezeritch disse:
deve-se pensar em si mesmo como "ayin", e que "todo absoluto" e "nada absoluto" são os mesmos, e que a pessoa que aprende a pensar em si mesma como "ayin" ascenderá a um mundo espiritual, onde tudo é o mesmo e tudo é igual: "vida e morte, oceano e terra seca."
Isso reflete a orientação do hassidismo para internalizar as descrições cabalísticas à sua correspondência psicológica no homem, tornando Devekut (aderindo-se a Deus) central ao judaísmo. O aspecto populista do hassidismo reavivou o povo comum através da proximidade de Deus, especialmente refletida na narração hassídica e na atividade pública do Baal Shem Tov, fundador do hassidismo. Dov Ber, inflexível místico esotérico e organizador dos futuros líderes do movimento, desenvolveu o aspecto elitista de meditação hassídica refletida no Bitul (na aniquilação do ego) no Divino Nada "Ayin".
Schneur Zalman of Liadi, um dos principais seguidores de Dov Ber, desenvolveu o pensamento hassídico em um sistema filosófico intelectual que relacionava o esquema cabalístico à sua interpretação na doutrina hassídica do Panenteísmo. O seguidor de Habad contempla a interpretação hassídica das estruturas cabalísticas, incluindo o conceito de Ayin, durante a oração prolongada. Onde a Cabala está preocupada em categorizar os reinos celestiais usando a terminologia antropomórfica, esses textos da filosofia hassídica buscam perceber a Divindade dentro das estruturas, relacionando-se com sua correspondência no homem usando analogias da experiência do homem.. Rachel Elior denominou seu estudo acadêmico da contemplação intelectual do Habad "a ascensão paradoxal a Deus", onde descreve o paradoxo dialético de Yesh-Ayin da Criação. Na segunda seção de sua magnum opus Tanya, Schneur Zalman explica a anulação Monística ilusória de Ayin da Existência Criada a partir da perspectiva Divina da "Unidade Superior". A perspectiva humana na contemplação vê a Criação como a existência real de Yesh, embora completamente anulada da sua contínua força vital Divina, a percepção da "Unidade Inferior". Em outro texto de Schneur Zalman diz:
Ele é um no céu e na terra ... porque todos os mundos superiores não ocupam espaço para ser Yesh e algo separado em si mesmo, e tudo diante dEle é como Ayin, na verdade tão nulo e vazio, e não há nada além dEle. (Torá ou Mi-Ketz p.64)
Aqui, a perspectiva da Unidade Inferior é basicamente falsa, surgindo da ocultação ilusória da Divindade. Na explicação de Schneur Zalman, o Hassidismo interpreta a doutrina lurianísta cabalística de Tzimtzum (aparente "Ocultação" de Deus para permitir que a Criação aconteça) como apenas uma ocultação ilusória da Ohr Ein Sof. Na verdade, o Ein Sof e a Ohr Ein Sof ainda preenchem toda a Criação, sem nenhuma mudança da perspectiva de Deus.

### Atzmut-Essência resolve o paradoxo Ayin-Yesh da Criação

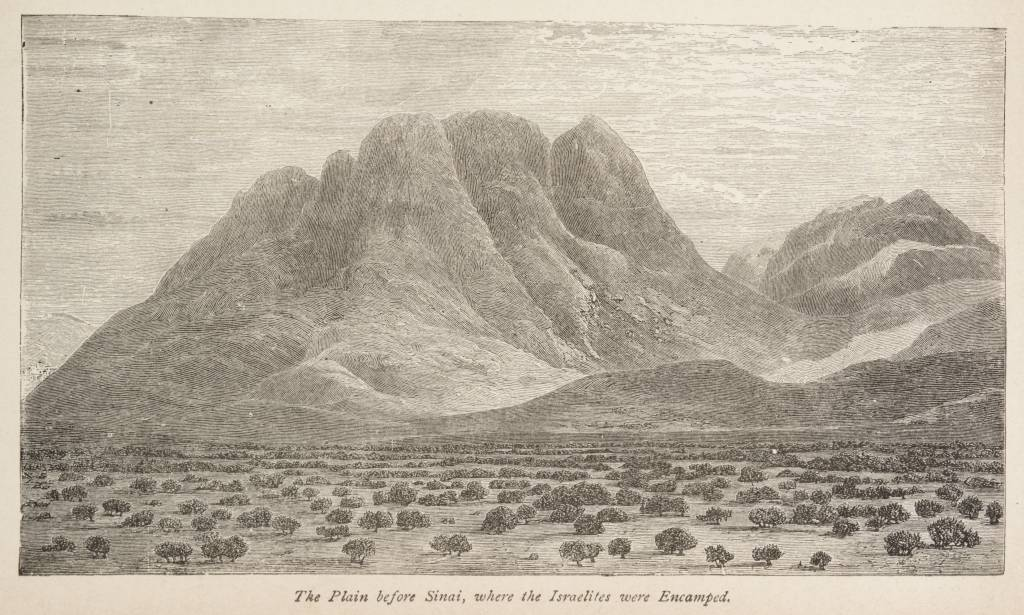
Na interpretação hasídica, a revelação no Sinai iniciou a união da espiritualidade descendente de Ayin e da ascensão da fisicalidade Yesh através da essência da Divindade da Atzmut, igualmente além da dualidade Finita-Infinita, refletida na Vontade Divina mais interna das Mitzvot. Isto será completado no futuro local de habitação" do Mundo."

Na sistematização Habad o pensamento hassídico, o termo Ein Sof("Ilimitado" Infinito) em si não captura a própria essência de Deus. Em vez disso, usa o termo Atzmut (a "Essência" Divina). O Ein Sof, embora além de toda diferenciação ou limitação, é restrito à expressão Infinita. A verdadeira essência Divina está acima mesmo do relacionamento Infinito-Finito. A essência de Deus pode ser igualmente manifesta na finitude como na infinitude, conforme encontrado na declaração talmúdica de que a Arca da Aliança no Primeiro Templo ocupou espaço. Enquanto media sua largura e comprimento normais, as medidas de cada lado até as paredes do Santo dos Santos somavam a largura e o comprimento total do santuário. Atzmut representa a própria Essência Divina central, pois se refere ao propósito final da Criação no pensamento hassídico de que "Deus desejava uma morada nos Reinos inferiores", que será cumprida neste mundo físico, finito e mais baixo, através de desempenho das Observâncias judaicas.
Isto dá a explicação hassídica porque Ramban e os cabalistas determinaram que a era escatológica final será neste Mundo, contra a visão de Maimônides de que estará no Céu, de acordo com sua visão filosófica da elevação do intelecto sobre a materialidade em relação a Deus. Na Cabala, a superioridade deste mundo é permitir a revelação das emanações, Divinas completas , para o benefício da Criação, pois o próprio Deus não carece de perfeição. Por exemplo, a expressão final da sefirá a bondade é mais plenamente revelada quando se refere ao nosso mundo físico mais baixo. No entanto, a interpretação hassídica vê as explicações cabalísticas como não sendo a razão última, pois, como a Cabala em geral, ela se relaciona com os reinos celestes, que não são o propósito final da Criação. A revelação da Divindade nos Reinos celestiais é suprema e superior à atual ocultação de Deus neste mundo. No entanto, ainda é apenas uma manifestação limitada da Divindade, a revelação do atributo sefirótico da Sabedoria, Entendimento, Bondade, Poder, Harmonia, Glória e assim por diante, enquanto o Infinito Ein Sof e Ohr Ein Sof de Deus transcender todos os mundos além do alcance. Em contraste, o desempenho físico das Mitzvot neste mundo, em vez disso, se relaciona e, finalmente, revelará a essência divina.
Na terminologia hassídica, os reinos separados de fisicalidade e espiritualidade são unidos através de sua fonte superior na essência divina. No relato bíblico, Deus desceu ao Monte Sinai ara falar aos israelitas "Anochi Hashem Elokecha" ("Eu sou Deus teu Senhor"). Isto é explicado no pensamento hassídico para descrever Atzmut, a 'essência' Divina (Anochi- "Eu"), unindo os reinos separados da 'espiritualidade' da manifestação cabalística (Hashem-O Tetragrama a emanação transcendente Infinita) e 'fisicalidade' (Elokecha-O nome de Deus relacionados à força vital imanente finita da Criação). Antes da Torá ser dada, os objetos físicos não podiam ser santificados. Os mandamentos a observância judaica, originando-se do propósito Divino final da Criação em Atzmut, permitiu que objetos físicos fossem usados para propósitos espirituais, unindo os dois reinos e incorporando Atzmut. Nesta teologia final, através da observância judaica, o homem converte a anulação ilusória da Unidade "Ayin-nada" da Unidade Superior em revelação de sua expressão máxima como a verdadeira existência Divina Yesh-real de Atzmut. De fato, isso dá à razão interna do pensamento hassídico por que esse mundo se percebe erroneamente que existe, independente da Divindade, devido à ocultação da força vital divina que revitaliza este mundo. Como este mundo é o propósito e reino supremo de Atzmut, a verdadeira existência do Yesh Divino, ele percebe externamente seu próprio ego de existência Yesh material.
No Habad sistematização da Filosofia hassídica, Atzmut-essência de Deus relaciona-se com o quinto nível Yehidá ou Yechidah cabalística Etzem-essência da alma, a mais interna Etzem-essência raiz da Divina Vontade em Kether, e o quinto nível Yehidá Etzem-essence da Torá, a alma dos quatro níveis de Pardes da interpretação da Torá, expressa na essência do pensamento hassídico.. Na sefirot Kether, a Vontade Divina transcendente, torna-se revelada e atualizada na Criação através do primeiro manifesto a Sefirá Hokmá-Sabedoria. Da mesma forma, o propósito hassídico essencial da Vontade da Criação, uma "morada para a essência Atzmut de Deus no mundo inferior", torna-se atualizada através do processo de elevar as centelhas de santidade embutidas em objetos materiais, usando-as na observâncias judaicas, e no esquema Luriânico na Cabala-Sabedoria. Uma vez que todas as centelhas caídas da santidade são redimidas, a Era Messiânica começa. Na explicação hassídica, através da conclusão deste processo esotérico de Cabala-Sabedoria, assim, o mais sublime e final propósito Divino é alcançado, revelando que este Mundo é o Atzmut "lugar de habitação" de Deus. Na Cabala, a Torá é o plano Divino da Criação: "Deus olhou para a Torá e criou o Mundo". The Sefirá Kether é a Suprema Vontade subjacente a este projeto, a fonte de origem da Torá. De acordo com o pensamento hassídico, "a Torá deriva de Hokmá-Sabedoria, mas sua fonte e raiz supera em muito o nível de Chochmá, e é chamada de Vontade Suprema.". Isso significa que, de acordo com o pensamento hassídico, a Torá é uma expressão da razão divina. A razão está focada para alcançar um determinado objetivo. No entanto, o próprio propósito de alcançar esse objetivo transcende e permeia a faculdade racional. Uma vez que a razão alcança o objetivo, o maior deleite mais profundo da vontade essencial é cumprido, a revelação de Atzmut neste mundo. Assim, o pensamento hassídico diz que então este mundo dará vida aos mundos espirituais, e o corpo humano dará vida à alma. O Yesh do ego será anulado no Divino Ayin, tornando-se o reflexo do verdadeiro Yesh Divino.

### Atzmus no futuro escatológico
A resolução do paradoxo Ayin-Yesh da Criação através de Atzmut está além da compreensão atual, pois une o paradoxo finito-infinito da divindade. Isto é representado no paradoxo do Tzimtzum na Cabala Luriânica, interpretada não literalmente no Panenteísmo Hassídico. Deus permanece dentro do aparente espaço vazio (Halal) da Criação, assim como antes, como "Eu, o Eterno, Eu não mudei" (Malaquias 3: 6), a Infinita "Unidade Superior" que anula a Criação em Ayin- nada. A criação, enquanto dependente da força vital contínua e criativa, percebe sua própria existência Yesh, a "Unidade Inferior" finita. A unidade absoluta de Atzmut, a expressão máxima do monoteísmo do judaísmo, une os dois opostos. [Maimônides] codifica a Era Messiânica e a ressurreição física dos Mortos como os tradicionalmente aceitos dois últimos princípios da fé, com a Cabala governando a Ressurreição como a definitiva e permanente escatologia . Atualmente, os supernais Reinos celestes percebem a Luz Criativa Divina imanente de Mimalei Kol Olmim ("Enchendo todos os Mundos"), de acordo com seus níveis descendentes inumeravelmente variados. Na Era Messiânica, este mundo perceberá a Luz transcendente de Sovev Kol Olmim ("Abrangendo Todos os Mundos"). Na Era da Ressurreição, gerada através da precedente observância judaica "de baixo", a verdadeira presença de Atzmus será revelada na Criação física finita. Um antegosto disso foi temporariamente experimentado no Monte Sinai, quando toda a nação de Israel ouviu o pronunciamento Divino, permanecendo em fisicalidade. Como isso foi imposto "de cima" por Deus, o Midrash diz que Deus reavivou suas almas de expirar com o futuro "Orvalho da Ressurreição".

## O conceito de Ayin-Yesh na literatura e na ciência
Em sua trilogia autobiográfica “Amor e exílio”, Isaac Bashevis Singer, um escritor judeu americano e ganhador do Prêmio Nobel, lembra como estudou a Cabala e tentou compreender como poderia ter sido ele 
Rothschild, o rato em seu buraco, o percevejo na parede e o cadáver na sepultura eram idênticos em todos os sentidos, assim como o sonho e a realidade...
Teorias científicas do Big Bang e ideias sobre o Universo sendo criadas a partir do nada se parecem com aquelas expressas na Cabala. "Pode-se ler Breve História do Tempo, de Stephen Hawking, talvez um sinal das coisas que estão por vir, e as afinidades com a Cabala são impressionantes".
Kenneth Hanson vê similaridade na ideia cabalística de que as letras hebraicas foram o material do qual o Universo foi construído e a explicação de Stephen Hawking por que Albert Einstein Teoria da Relatividade vai quebrar em algum momento que ele chamou de "singularidade". Hanson diz que, embora as letras hebraicas tenham formas, elas são realmente feitas do nada, assim como a singularidade do Big Bang. Hanson também argumenta que a singularidade dos Buracos Negros poderia ser comparada às "esferas do nada" cabalísticas, como foi escrito em um texto cabalístico antigo "Sefer Yetzirá": "Pois aquilo que é luz não é escuridão". e aquilo que é a escuridão não é leve."
Em seu livro The Grand Design os físicos Stephen Hawking e Leonard Mlodinow argumentam que não havia nada antes do começo, e explicam comparando o começo ao pólo sul. Eles dizem: "não há nada ao sul do Pólo Sul", e não havia nada antes do início.